# Móricz Zsigmond körtér metróállomás
A Móricz Zsigmond körtéri metróállomás a budapesti M4-es metróvonalon az Újbuda-központi és a Szent Gellért téri állomások között helyezkedik el.
2013. december 20-án kapta meg a használatbavételi engedélyt az NKH-tól, ezzel a vonal állomásainak fele elkészült.
2002-ben a körtér felújítása során aluljárót építettek, amit már úgy terveztek, hogy illeszkedjen a majdani metróállomáshoz.
Később a metróépítés során megújult a felszíni tér. Ezzel együtt a Gomba rekonstrukción esett át, így onnan is nyílt egy metrólejáró.

## Átszállási lehetőségek

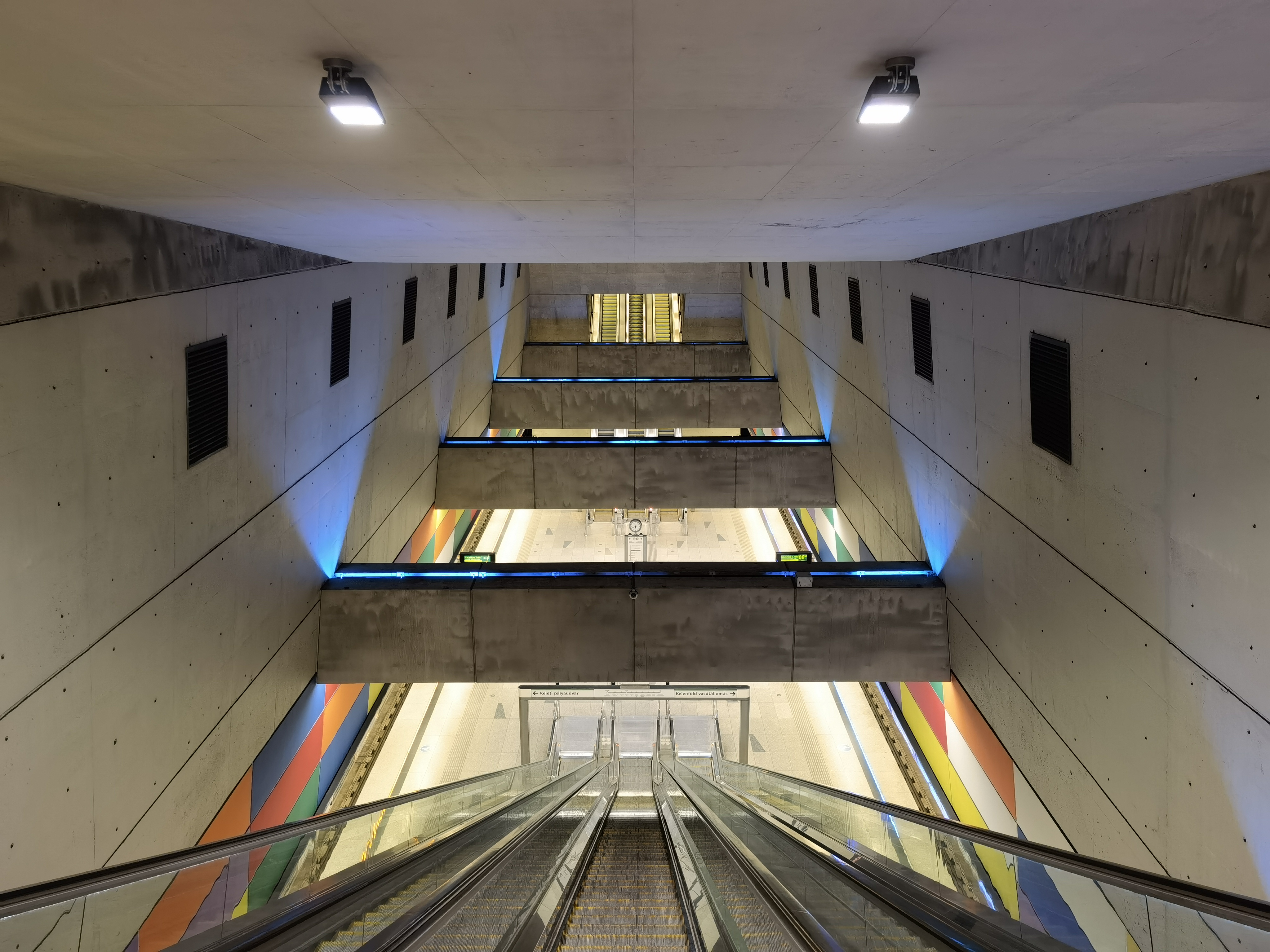
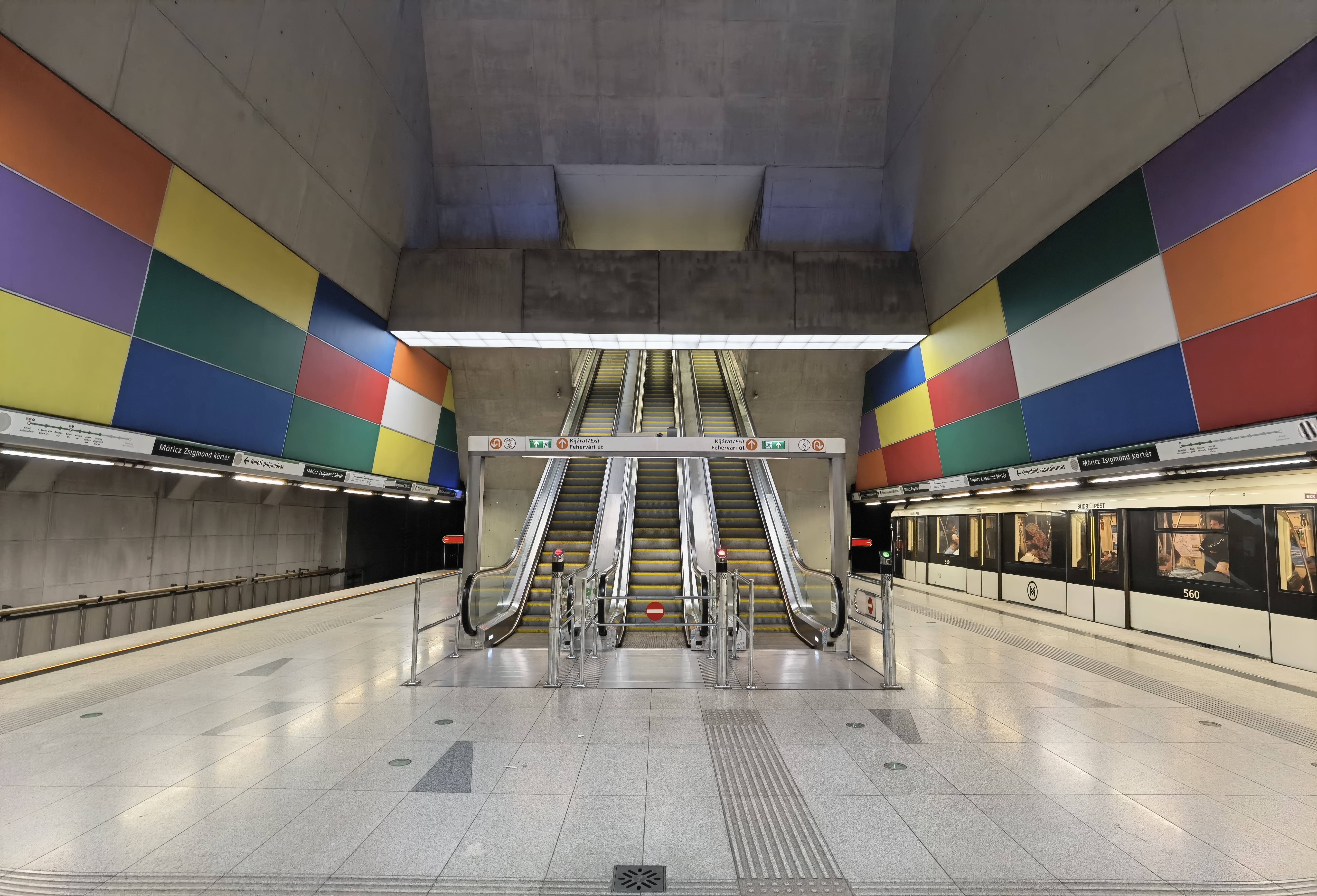
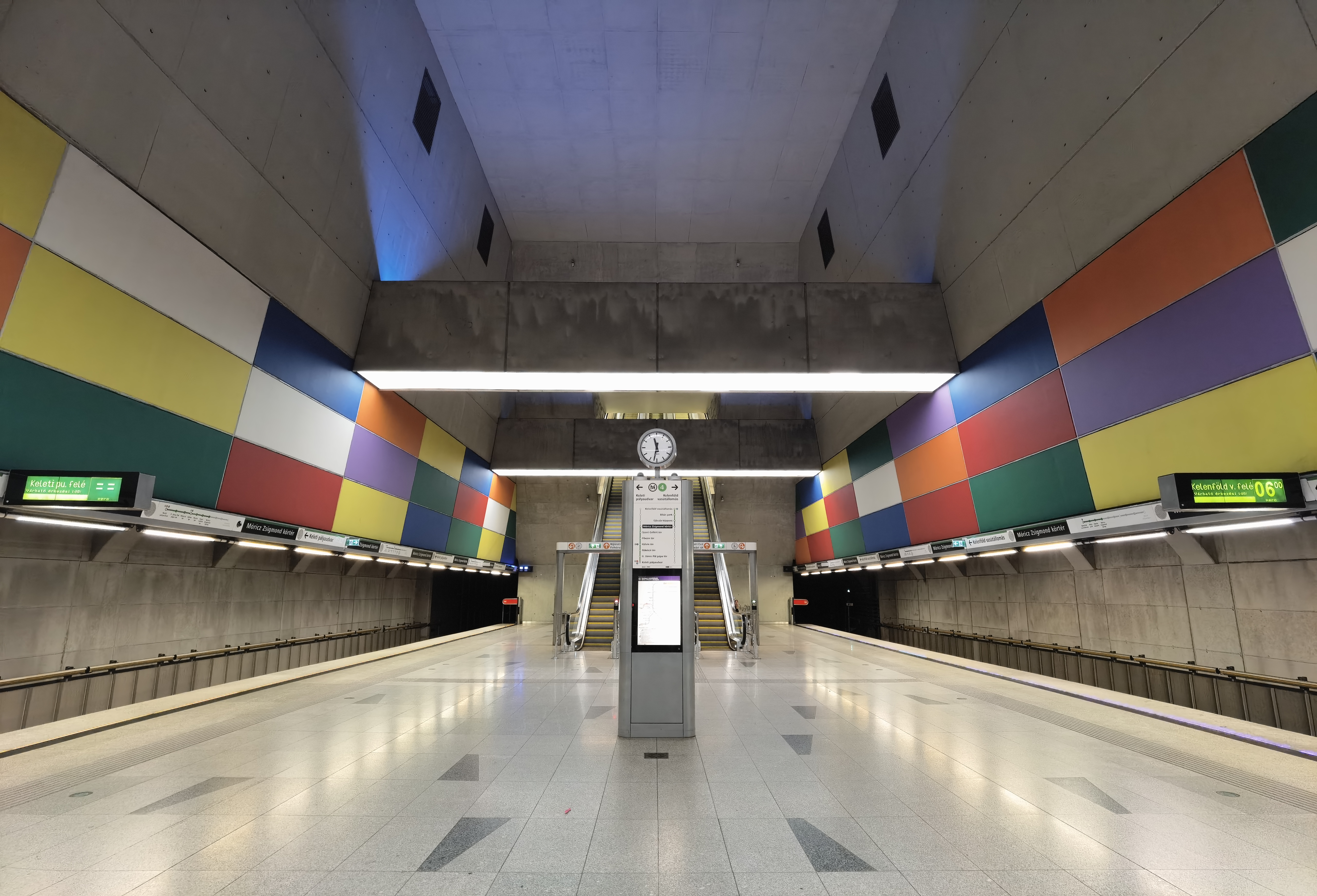
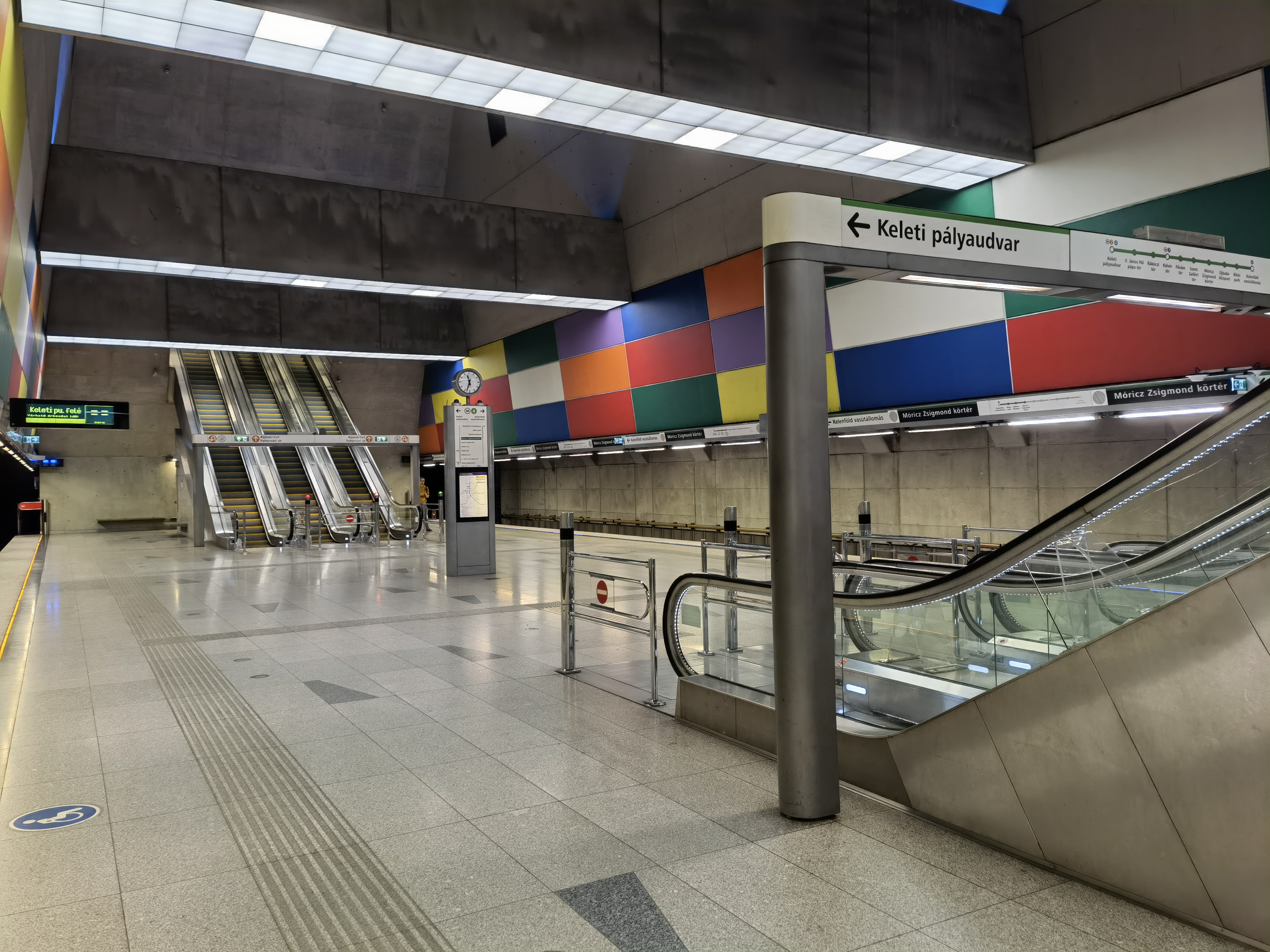
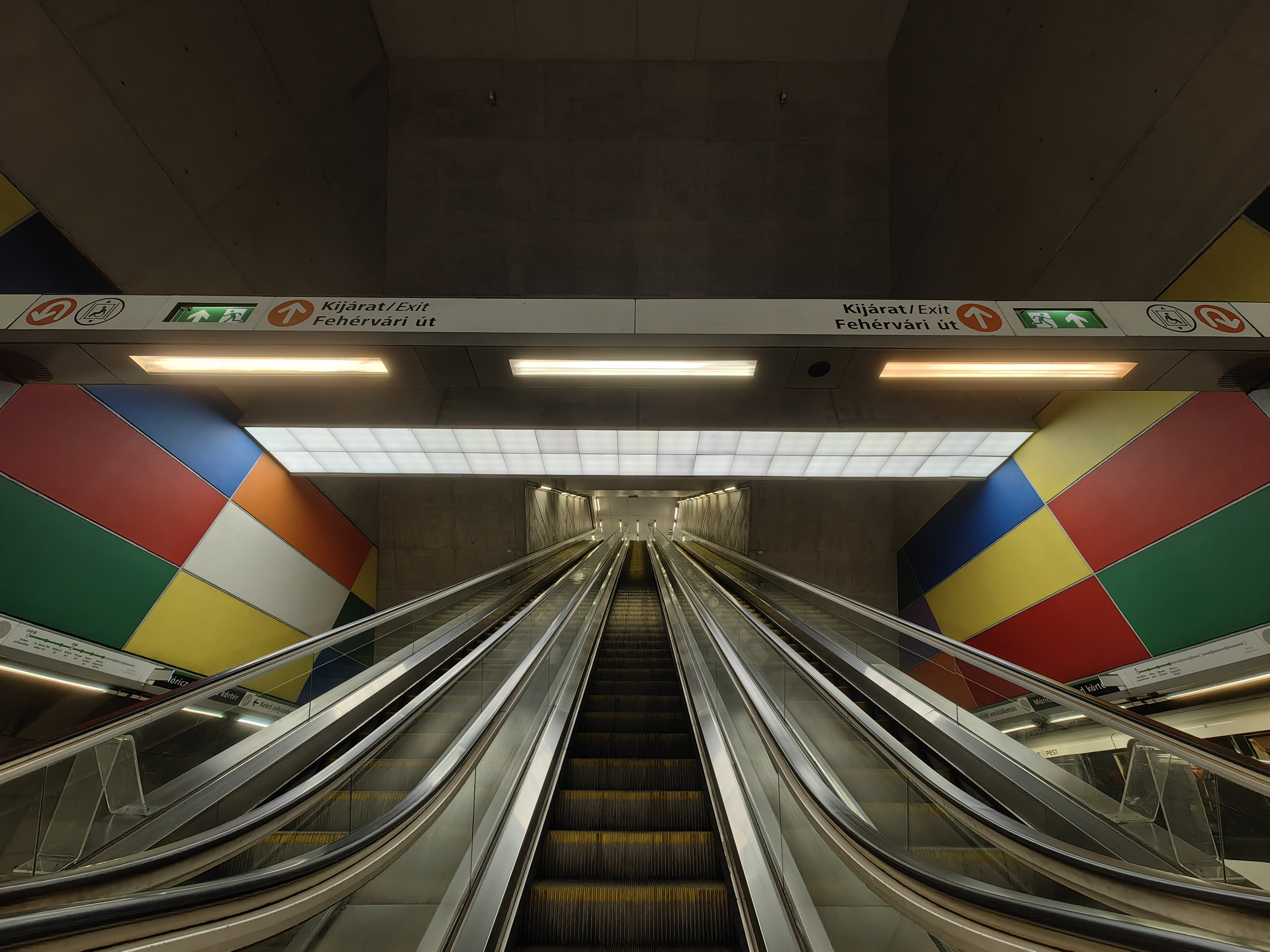
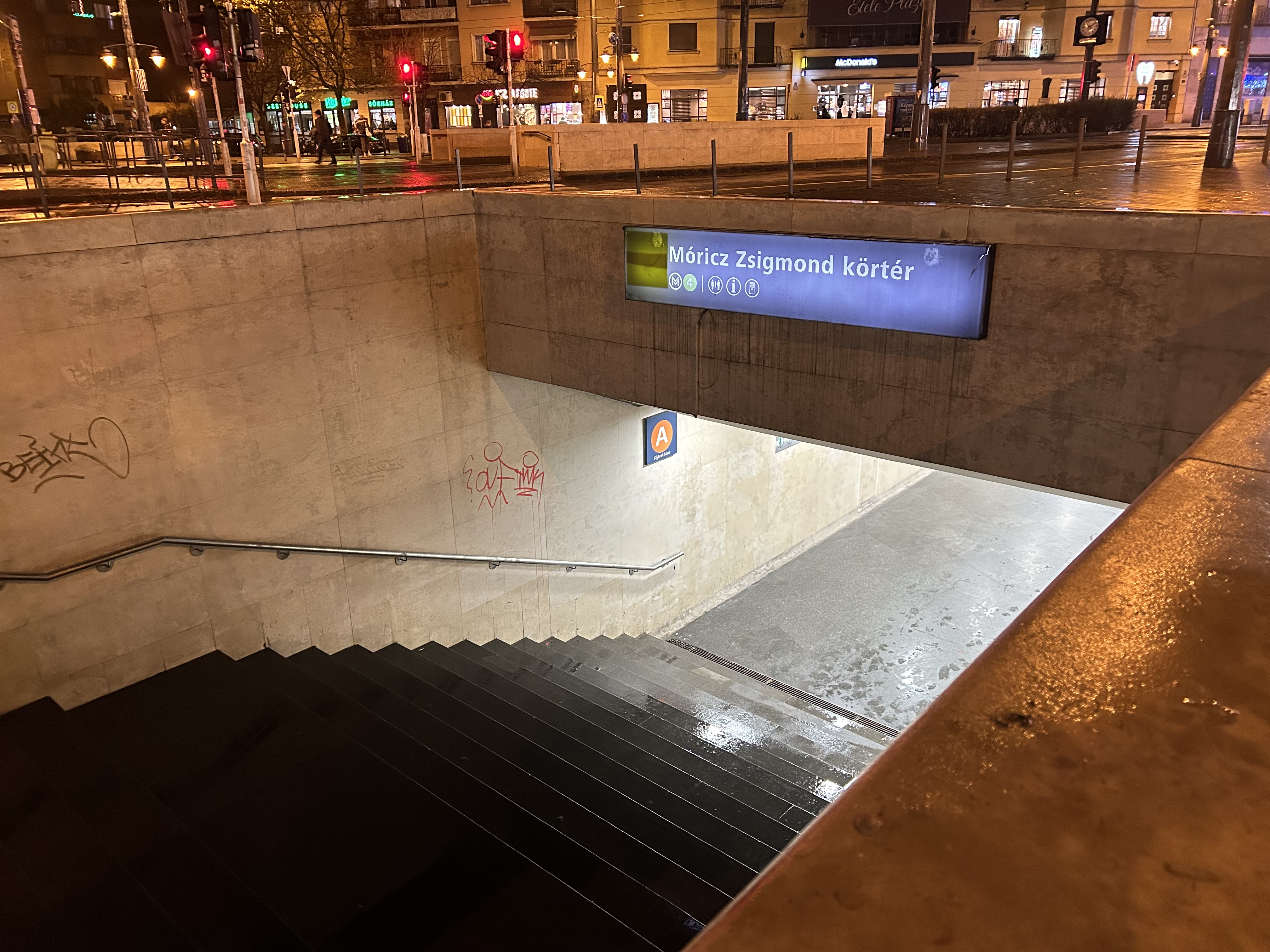

| Móricz Zsigmond körtér | 7, 27, 33, 33A, 58, 114, 213, 214, 240 6, 17, 19, 41, 47, 48, 49, 56, 56A, 61 | Szent Margit Gimnázium, József Attila Gimnázium, Feneketlen-tó |